# Johann Jacob Mussäus
Johann Jacob Mussäus, auch Jakob, vollständig Johann Jacob Nathanael Mussäus (* 3. Oktober 1789 in Groß Methling, heute Ortsteil von Dargun; † 29. März 1839 in Hanstorf, heute Ortsteil von Satow) war ein deutscher evangelisch-lutherischer Geistlicher und Volkskundler.

## Leben
Mussäus stammte aus einer mecklenburgischen Akademikerfamilie und war der Sohn des Pastors Johann Nathanael Mussäus. Ab 1803 besuchte er die Große Stadtschule Rostock. Von 1810 bis 1812 studierte er Evangelische Theologie an den Universitäten Rostock und Berlin. 1813 meldete er sich freiwillig zum Kriegsdienst in den Befreiungskriegen und wurde Feldwebel beim Freiwilligen Mecklenburgischen Fußjägerregiment.
Nach zwei Jahren als Hauslehrer in Malchin erhielt er 1816 eine Anstellung als Lehrer an der Schule in Ludwigslust und wurde 1818 ihr Rektor. 1822 erfolgte seine Berufung zum Pastor in Hanstorf und Heiligenhagen, wo er bis zu seinem Tod am Karfreitag 1839 blieb.
Er hatte am 5. März 1820 Elisabeth Sophie Luise, geb. Franke (* 18. Februar 1800 in Malchin), geheiratet. Sie starb schon am 18. Dezember 1830.

## Werk
Mussäus war 1834 Gründungsmitglied des Vereins für mecklenburgische Geschichte und Altertumskunde und des Mecklenburgischen Patriotischen Vereins. Er sammelte umfangreiches Material zu Märchen, Sagen, Sprichwörtern und Gebräuchen der niederen Stände in Mecklenburg. Ein Teil seiner Studien erschien erst nach seinem Tod.
Die Brüder Grimm übernahmen für ihre Kinder- und Hausmärchen drei der von Mussäus gesammelten Geschichten:
- Der Zaunkönig, ein Tiermärchen (ATU 221), ab der 4. Auflage von 1840 an Stelle 171 (KHM 171);
- Die Scholle, ein Tiermärchen (ATU 250A), ab der 4. Auflage von 1840 an Stelle 172 (KHM 172) nach Mussäus' Die Königswahl unter den Fischen. Ludwig Bechstein übernahm es nach derselben Quelle in sein Neues deutsches Märchenbuch 1856 als Der Fischkönig (Nr. 25);
- Rohrdommel und Wiedehopf, eine Sage (ATU 236*), ab der 4. Auflage von 1840 an Stelle 173 (KHM 173).

## Denkmal

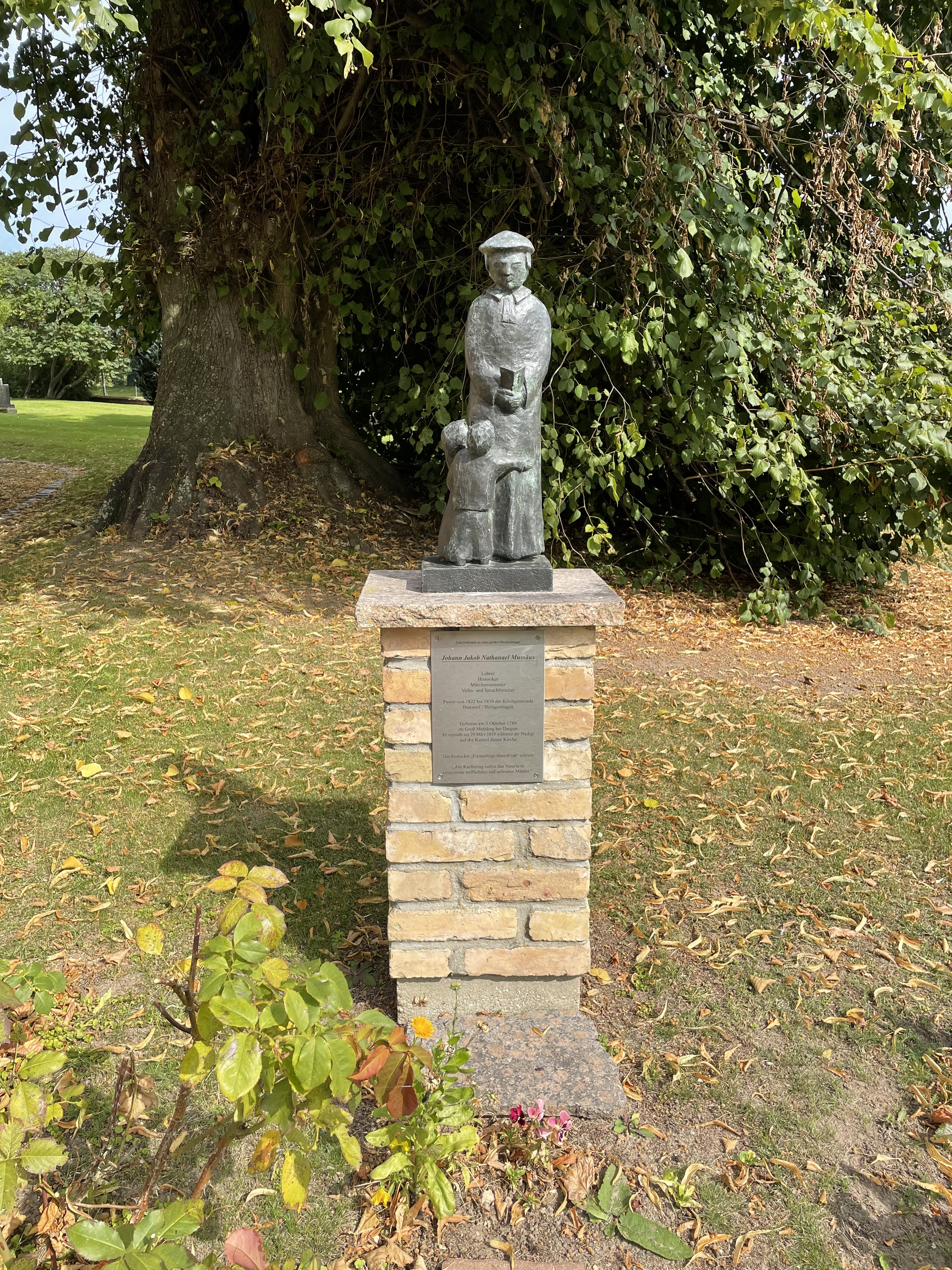
Plastik auf dem Kirchhof in Hanstorf

Auf dem Kirchhof der Dorfkirche Hanstorf erinnert seit 2013 ein von einem Hanstorfer Einwohner geschaffene Statue an ihn.

## Werke
- Versuch einer plattdeutschen Sprachlehre mit besonderer Berücksichtigung der mecklenburgischen Mundart. Neustrelitz und Neubrandenburg: Dümmler 1829
- Über die niederen Stände auf dem flachen Lande in Mecklenburg-Schwerin. In: Mecklenburgische Jahrbücher 2 (1837), S. 107–140
- (posthum) Mecklenburgische Volksmährchen. In: Mecklenburgische Jahrbücher 5 (1840), S. 74–100
- (posthum) Plattdeutsche Redensarten und Sprichwörter.  In: Mecklenburgische Jahrbücher 5 (1840), S. 120–122
- (posthum) Erklärungen mecklenburgischer Ortsnamen. In: Mecklenburgische Jahrbücher 6 (1841), S. 55–58